# Halmágyi Mária
Halmágyi Mária, G. Halmágyi, családi nevén Hirschhorn (Halmágy, 1898. december 27. – Brassó, 1972. október 22.) erdélyi magyar költő, újságíró.

## Életpályája
Fogarason végezte a polgári leányiskolát (1913), versei már 1914 óta megjelentek a Pesti Naplóban, majd Kolozsvárt az Erdélyi Magyar Lányok hasábjain, később a Brassói Lapokban és a Családi Körben. 1923-as verseskötetében az élet és halál, a lét kérdéseit boncolgatja. Fiatalon kapcsolódott be a munkásmozgalomba. Férjével, Génádt Dáviddal a hatósági üldözés elől Franciaországba menekült (1933), ahol a második világháború kitörése után a maquis tagjaiként részt vettek az antifasiszta ellenállásban. 1945-ben hazatérve, férjével együtt pártaktivista, a Vörös Zászló riportere (1951–52).
Kötetei: Fehér virágok (versek, az Erdélyi Magyar Lányok kiadása, Kv. 1923); Versek (Gyergyószentmiklós 1928).